# Liste des espèces végétales non cultivées protégées sur l’ensemble du territoire algérien
La liste des plantes protégées en Algérie est fixée par le décret exécutif no 12-03 du 10 Safar 1433 correspondant au 4 janvier 2012 fixant la liste des espèces végétales non cultivées protégées, publié au Journal officiel de la République Algérienne no 03 du 18 janvier 2012.

Selon l'article 4, sont interdits : la destruction, la coupe, la mutilation, l’arrachage, la cueillette de végétaux de ces espèces ou de leurs fructifications, ou de toute autre forme prise par ces espèces au cours de leur cycle biologique, leur transport, leur utilisation, leur mise en vente, leur vente ou leur achat, ainsi que la détention des spécimens prélevés dans leur milieu naturel.

## Méthodologie de révision
La liste du décret comportant de nombreuses erreurs typographiques ou nomenclaturales, elle a été corrigée grâce à la Base de données des plantes d'Afrique et au World Checklist of Selected Plant Families.
Quand deux noms sont accolés par le signe égal, le deuxième est celui du décret, le premier est le nom actualisé. Comme la liste ne donne pas de noms d'auteurs, il a été recherché dans la Nouvelle Flore d'Algérie pour éviter toute confusion.

## Ptéridophytes
- Cheilanthes pteridioides (Reichard) C.Chr.
- Gymnocarpium robertianum (Hoffm.) Newm. = Dryopteris disjuncta subsp. calcarea (Sm.) Rouy
- Isoetes velata subsp. dubia (Gennari) Batt. & Trab.
- Marsilea aegyptiaca Willd[4].
- Marsilea minuta L. = Marsilea diffusa Lepr[5].
- Ophioglossum vulgatum L.
- Paraceterach marantae (L.) R.M.Tryon = Notholaena marantae (L.) Desv.
- Salvinia natans (L.) All.
- Thelypteris palustris Schott = Dryopteris gongylodes subsp. propinqua auct.

## Lichens 95 espèces protégées
- Bryoria capillaris (Ach.) Brodo & D.Hawksw. = Alectoria cana.
- Bryoria fuscescens = Alectoria jubata.
- Bryoria chalybeiformis (L.) = Alectoria chalyboformis : Syn. Alectoria jubata var. chalybeiformis (L.) Ach. .
- Bryoria implexa (Gyeln.) Brodo & D. Hawksw. = Alectoria implexa.

## Spermatophytes

### Gymnospermes
- Abies numidica Carrière

En danger critique d'extinction.
- Cedrus atlantica (Endl.) Carrière[6]
- Cupressus dupreziana A.Camus

En danger.
- Ephedra alata Decne. subsp. alata[7]
- Juniperus communis subsp. hemisphaerica (C.Presl) Nyman = Juniperus communis var. hemisphaerica (C.Presl) Parl.
- Juniperus oxycedrus L.
- Juniperus phoenicea L.
- Juniperus sabina L.
- Juniperus thurifera subsp. africana (Maire) Gauquelin, Idr.Hass. & P.Lebreton = Juniperus thurifera var. africana Maire
- Pinus nigra subsp. mauritanica (Maire & Peyerimh.) Heywood[8]
- Taxus baccata L.
- Tetraclinis articulata (Vahl) Mast.

### Angiospermes

#### Monocotyledones
- Agropyropsis lolium (Balansa ex Coss. & Durieu) A.Camus

Endémique algérienne
- Allium massaessylum Batt. & Trab. = Allium moly subsp. massaessylum (Batt. & Trab.) Vindt
- Allium pardoi Loscos[9].
- Allium trichocnemis J.Gay = Allium seirotrichum Ducell. & Maire
- Anacamptis collina (Banks & Sol. ex Russell) R.M.Bateman, Pridgeon & Chase = Orchis collina Banks & Sol. ex Russell
- Anacamptis coriophora (L.) R.M.Bateman, Pridgeon & Chase subsp. coriophora = Orchis coriophora subsp. martrinii (Timb.-Lagr.) Nyman.
- Anacamptis coriophora subsp. fragrans (Pollini) R.M.Bateman, Pridgeon & Chase
- Anacamptis morio subsp. longicornu (Poir.) H.Kretzschmar, Eccarius & H.Dietr. = Orchis longicornu Poir.
- Anacamptis morio subsp. picta (Loisel.) Jacquet & Scappat. = Orchis morio subsp. picta (Loisel.) K.Richt.
- Anacamptis palustris subsp. robusta (T.Stephenson) R.M.Bateman, Pridgeon & Chase = Orchis palustris var. mediterranea (Guss.) Schltr.
- Anacamptis papilionacea (L.) R.M.Bateman, Pridgeon & Chase = Orchis papilionacea L.
- Avenula breviaristata (Barratte ex Trab.) Holub = Avena breviaristata Barratte ex Trab. = Helictotrichon breviaristatum (Barratte ex Trab.) Henrard
- Bellevalia macrobotrys subsp. pomelii (Maire) Feinbrun = Bellevalia pomelii Maire
- Bromus commutatus Schrad. = Bromus racemosus subsp. commutatus (Schrad.) Tourlet
- Bromus pectinatus Thunb. = Bromus garamas Maire
- Butomus umbellatus L.
- Carex elata All.
- Carex hirta L.
- Carex mairei Coss. & Germain[10]
- Carex pseudocyperus L.
- Catabrosa aquatica (L.) P.Beauv.
- Coelachyrum brevifolium Nees = Coelachyrum oligobrachiatum A.Camus
- Cymodocea nodosa (Ucria) Asch.
- Cyperus bulbosus Vahl
- Cyperus corymbosus Rottb.
- Cyperus longus L. f. longus
- Cyperus michelianus (L.) Link subsp. michelianus
- Dactylorhiza durandii (Boiss. & Reut.) M.Laínz = Orchis elata subsp. durandii (Boiss. & Reut.) Soó
- Dactylorhiza markusii (Tineo) H.Baumann & Künkele = Orchis sulphurea var. markusii (Tineo) Maire
- Dactylorhiza munbyana (Boiss. & Reut.) Aver. = Orchis elata subsp. munbyana (Boiss. & Reut.) E.G.Camus
- Damasonium polyspermum Coss.

Vulnérable.
- Eleocharis geniculata (L.) Roem. & Schult. = Eleocharis caribaea (Rottb.) S.F.Blake
- Eragrostis trichophora Coss. & Durieu
- Festuca algeriensis Trab.
- Fimbristylis dichotoma (L.) Vahl
- Fimbristylis ferruginea (L.) Vahl
- Fuirena pubescens (Poir.) Kunth
- Gagea algeriensis Chab. = Gagea cossoniana Pascher
- Gagea mauritanica Durieu
- Hydrocharis morsus-ranae L.
- Juncus bulbosus L.
- Juncus inflexus subsp. inflexus. = Juncus depauperatus Ten.
- Juncus valvatus Link = Juncus valvatus var. caricinus (Durieu) Coss. & Durieu

Quasi menacé.
- Najas graminea Delile
- Najas marina subsp. arsenariensis (Maire) Triest = Najas arsenariensis Maire

Endémique algérienne.
En danger critique d'extinction (CR).
- Najas pectinata (Parl.) Magnus[11]
- Neottia nidus-avis (L.) Rich.
- Ophrys fusca subsp. pallida (Raf.) E.G.Camus = Ophrys pallida Raf.
- Ophrys sphegodes subsp. moesziana Soó
- Orchis italica Poir.
- Orchis lactea Poir. = Orchis tridentata subsp. lactea (Poir.) Rouy
- Orchis laeta Steinh. = Orchis provincialis var. laeta (Steinh.) Maire & Weiller
- Orchis mascula (L.) L. subsp. mascula
- Orchis olbiensis Reut. ex Gren. = Orchis mascula subsp. olbiensis (Reut. ex Gren.) Asch. & Graebn.
- Orchis patens Desf. subsp. patens = Orchis patens var. fontanesii Rchb.
- Orchis purpurea Huds.
- Orchis simia Lam.
- Paspalidium obtusifolium (Delile) N.D.Simpson
- Phalaris arundinacea L.
- Platanthera algeriensis Batt. & Trab.
- Poa nemoralis L.
- Posidonia oceanica (L.) Delile[12]
- Potamogeton hoggarensis Dandy

Endémique algérienne, présente dans le Hoggar.
- Pycreus flavidus (Retz.) T.Koyama = Cyperus globosus All.
- Pycreus polystachyos (Rottb.) P.Beauv. = Cyperus polystachyos Rottb.
- Rhynchospora modesti-lucennoi Castrov. = Rhynchospora glauca Vahl[13]

En danger (EN).
- Romulea columnae subsp. columnae. = Romulea battandieri Bég.
- Romulea penzigii Bég.
- Romulea vaillantii Quézel
- Rostraria balansae (Coss. & Durieu) Holub = Koeleria balansae Coss. & Durieu
- Sorghum annuum (Trab.) Maire
- Sparganium erectum L. subsp. erectum = Sparganium erectum subsp. polyedrum (Asch. & Graebn.) Schinz & Thell.
- Stipagrostis brachyathera (Coss. & Durieu) De Winter = Aristida brachypthera (Coss. & Durieu) Coss.
- Stipagrostis foexiana (Maire & Wilczek) De Winter = Aristida foexiana Maire & Wilczek
- Trisetaria nitida (Desf.) Maire
- Typha elephantina Roxb.
- Typha latifolia L.
- Vallisneria spiralis L[14].
- Vulpia obtusa Trab.
- Wolffia arrhiza (L.) Horkel ex Wimm

#### Dicotyledones
- Acacia laeta R.Br. ex Benth.
- Acacia nilotica subsp. tomentosa (Benth.) Brenan = Acacia scorpioides (L.) W.Wight
- Acacia seyal Delile
- Acacia tortilis var. raddiana = Acacia raddiana Savi
- Acer campestre
- Acer obtusatum Waldst. & Kit. ex Willd.
- Acer opalus Mill.
- Adenocarpus faurei Maire
- Adenocarpus umbellatus Batt.
- Alternanthera sessilis (L.) R.Br. ex DC.
- Anabasis prostrata Pomel
- Andryala laxiflora DC. = Andryala floccosa Pomel
- Andryala nigricans Poir.
- Andryala spartioides (Pomel ex Batt.) Barratte
- Anthemis chrysantha J.Gay
- Anticharis glandulosa Asch.
- Anticharis senegalensis (Walp.) Bhandari = Anticharis linearis (Benth.) Hochst. ex Asch.
- Anvillea garcinii subsp. radiata (Coss. & Durieu) Anderb. = Anvillea radiata var. australis (L.Chevall.) Diels
- Aptosimum pumilum (Hochst.) Benth.
- Aquilegia vulgaris L[15].
- Arabis doumetii Coss.
- Argania spinosa (L.) Skeels
- Argyrolobium saharae Pomel
- Artemisia atlantica Coss.
- Astragalus akkensis Coss[16].
- Astragalus eremophilus Boiss. = Astragalus geniorum Maire
- Astragalus reinii subsp. nemorosus (Batt.) Maire
- Asyneuma rigidum subsp. aurasiacum (Batt. & Trab.) Damboldt = Campanula aurasiaca (Batt. & Trab.) Batt. & Trab.
- Atractylis caerulea Batt.
- Atriplex coriacea Forssk.
- Atriplex mollis Desf.
- Bellis annua subsp. microcephala (Lange) Nyman = Bellis annua var. vergens Pomel
- Bellis prostrata Pomel = Bellis repens auct.

Quasi menacé.
- Bergia mairei Quézel[17]
- Bergia suffruticosa (Delile) Fenzl
- Bidens tripartitus L.
- Boscia senegalensis (Pers.) Lam. ex Poir.
- Brassica spinescens Pomel
- Bufonia chevallieri Batt.
- Bunium chabertii (Batt.) Batt.
- Bunium crassifolium Batt.
- Bunium elatum (Batt.) Batt.
- Bupleurum plantagineum Desf.
- Buxus balearica Lam.
- Buxus sempervirens L.
- Calamintha grandiflora subsp. baborensis (Batt.) N.Galland = Satureja baborensis (Batt.) Briq.
- Calamintha hispidula Boiss. & Reut. = Satureja hispidula (Boiss. & Reut.) Briq.
- Calamintha nervosa Pomel = Satureja pomelii Briq.
- Calendula suffruticosa subsp. monardii (Boiss. & Reut.) Ohle = Calendula monardii Boiss. & Reut.
- Calligonum calvescens Maire
- Callitriche lusitanica Schotsman[18],[19]
- Calobota saharae (Coss. & Dur.) Boatwr. & B.E.van Wyk = Genista saharae Coss. & Durieu
- Campanula alata Desf.

Quasi menacé.
- Campanula baborensis Quézel
- Campanula numidica Durieu
- Campanula trichocalycina Ten.
- Cardamine parviflora L.
- Carlina atlantica Pomel
- Carthamus chouletteanus (Pomel) Greuter = Carduncellus chouletteanus (Pomel) Batt.
- Carthamus ilicifolius (Pomel) Greuter = Carduncellus ilicifolius Pomel
- Carthamus rhaponticoides (Pomel) Greuter = Carduncellus rhaponticoides Pomel
- Carthamus strictus (Pomel) Batt.
- Centaurea foucauldiana Maire = Centaurea tougourensis subsp. foucauldiana (Maire) Quézel & Santa
- Centaurea microcarpa Batt.
- Centaurea phaeolepis Coss.
- Centaurea pubescens subsp. omphalotricha Batt. = Centaurea omphalotricha (Batt.) Batt.
- Centaurea ropalon Pomel = Centaurea amara subsp. ropalon (Pomel) Arènes
- Centaurea senegalensis DC.
- Centaurea sicula L. = Centaurea nicaeensis subsp. waliana Maire
- Cerastium dubium (Bastard) Guépin = Cerastium anomalum Willd.
- Ceratophyllum submersum L.
- Chaenorhinum villosum subsp. granatensis (Willk.) Valdés = Linaria villosa subsp. macrocalyx (Pomel) Maire
- Chiliadenus sericeus subsp. virescens (Maire) Greuter = Varthemia sericea subsp. virescens Maire
- Cirsium kirbense Pomel
- Cistus umbellatus L. = Halimium umbellatum (L.) Spach
- Cistus ×reghaiensis Batt.
- Coelachyrum brevifolium Nees = Coelachyrum oligobrachiatum A.Camus
- Convolvulus dryadum Maire
- Convolvulus durandoi Pomel

En danger critique d'extinction
- Convolvulus fatmensis Kunze
- Convolvulus supinus Coss. & Kralik[20]
- Cordia sinensis  Lam. = Cordia rothii Roem. & Schult.
- Corydalis solida (L.) Clairv.
- Cotula anthemoides L.
- Crambe kralikii Coss.
- Crepis arenaria (Pomel) Pomel = Crepis suberostris subsp. arenaria (Pomel) Babc.
- Crepis claryi Batt.
- Crepis clausonis (Pomel) Pomel
- Crepis faureliana Maire
- Crithmum maritimum L.
- Crotalaria vialattei Batt.
- Crupina vulgaris Cass.
- Cyclamen africanum Boiss. & Reut.
- Cyclamen persicum Mill.
- Cyclamen repandum Sm.
- Cynoglossum gymnandrum (Coss.) Greuter & Burdet = Rindera gymnandra (Coss.) Gürke
- Cynoglossum tubiflorum (Murb.) Greuter & Burdet = Solenanthus tubiflorus Murb.
- Cytisopsis ahmedii (Batt. & Pit.) Lassen = Lyauteya ahmedii (Batt. & Pit.) Maire
- Daucus aureus Desf. = Ammiopsis aristidis Coss. ex Batt.
- Delphinium emarginatum C.Presl
- Digitalis atlantica Pomel
- Dorycnium herbaceum subsp. gracile (Jord.) Nyman = Dorycnium gracile Jord.
- Elatine alsinastrum L.
- Elatine brochonii Clavaud

Quasi menacé.
- Elatine macropoda Guss. = Elatine hydropiper var. pedunculata Moris[21]
- Epilobium hirsutum L.
- Epilobium parviflorum Schreb. = Epilobium numidicum (Batt.) Batt.

Endémique algérienne
En danger critique d'extinction.
- Epimedium perralderianum Coss.
- Erodium asplenioides (Desf.) Willd. = Erodium choulettianum Coss. ex Batt[22].
- Erodium battandieranum Rouy
- Erodium oxyrhynchum subsp. bryoniifolium (Boiss.) Schönb.-Tem. = Erodium bryoniifolium Boiss.
- Erodium populifolium L'Hér. = Erodium pachyrhizum Coss. & Durieu
- Erodium trifolium (Cav.) Guitt. = Erodium montanum Coss. & Durieu
- Euonymus latifolius Mill[23].
- Euphorbia dendroides L.
- Euphorbia hieroglyphica Coss. & Durieu ex Boiss.
- Euphorbia villosa Willd. = Euphorbia pilosa auct.
- Fagonia orientalis J.Presl & C.Presl = Fagonia flamandii Batt.
- Faidherbia albida (Delile) A.Chev. = Acacia albida Delile
- Ferula vesceritensis Coss. & Durieu ex Batt.
- Festuca algeriensis Trab.
- Ficus cordata subsp. salicifolia (Vahl) C.C.Berg = Ficus salicifolia var. teloukat (Batt. & Trab.) Maire
- Filago fuscescens Pomel
- Filago mauritanica (Pomel) Dobignard = Evax mauritanica (Pomel) Batt.
- Filago micropodioides Lange = Filago pomelii Batt.
- Fraxinus dimorpha Coss. & Durieu = Fraxinus xanthoxyloides auct.
- Fumaria mairei Maire
- Fumaria munbyi Boiss. & Reut.
- Galium numidicum Pomel
- Galium perralderii Batt.
- Genista hirsuta subsp. erioclada (Spach) Raynaud = Genista erioclada subsp. atlantica (Spach) Maire
- Genista spinulosa Pomel
- Genista triacanthos subsp. vepres (Pomel) P.E.Gibbs = Genista vepres Pomel
- Gnaphalium uliginosum L[24].
- Guenthera dimorpha (Coss. & Durieu) Gómez-Campo = Brassica dimorpha Coss. & Durieu
- Guenthera setulosa (Boiss. & Reut.) Gómez-Campo = Eruca setulosa Boiss. & Reut.
- Hedysarum perrauderianum Coss. & Durieu
- Helianthemum eriocephalum Pomel
- Helianthemum geniorum Maire
- Helianthemum getulum Pomel
- Helianthemum helianthemoides (Desf.) Grosser[25]
- Helianthemum lippii (L.) Dum.Cours[26].
- Helianthemum maritimum Pomel
- X Helianthemum murbeckii Faure
- Heliotropium digynum (Forssk.) C.Chr[27].
- Heliotropium strigosum Willd.
- Helminthotheca comosa (Boiss.) Holub[28]
- Henophyton deserti (Coss. & Durieu) Coss. & Durieu = Oudneya africana R.Br.
- Hieracium amplexicaule subsp. atlanticum (Fr.) Zahn
- Hieracium amplexicaule subsp. peyerimhoffii (Maire) Zahn = Hieracium peyerimhoffii Maire
- Hieracium cerinthoides subsp. ernesti (Maire) Greuter = Hieracium ernesti Maire
- Hieracium faurelianum Maire
- Hieracium grandifolium Sch.Bip.
- Hieracium humile Jacq.
- Hydrocotyle vulgaris L.
- Hyoscyamus muticus subsp. falezlez (Coss.) Maire
- Hypericum aegyptiacum L.
- Hypericum psilophytum (Diels) Maire
- Hypochaeris claryi Batt.
- Hypochaeris saldensis Batt.
- Iberis peyerimhoffii  Maire
- Illecebrum verticillatum L.
- Isatis djurdjurae  Coss. & Durieu
- Jacobaea gallerandiana (Coss. & Durieu) Pelser = Senecio gallerandianus Coss. & Durieu
- Kickxia cirrhosa (L.) Fritsch = Linaria cirrhosa (L.) Willd.
- Kremeriella cordylocarpus (Coss. & Durieu) Maire
- Laggera decurrens (Vahl) Hepper & J.R.I.Wood = Blumea gariepina DC.
- Lathyrus allardii Batt.
- Lathyrus numidicus Batt.
- Launaea pumila (Cav.) Kuntze[29]
- Laurembergia repens (L.) P.J.Bergius = Laurembergia tetrandra auct.
- Legousia juliani (Batt.) Briq. = Specularia juliani Batt.
- Lepidium latifolium L.
- Limonium acutifolium (Rchb.) C.E.Salmon = Limonium minutum auct.
- Limonium asparagoides (Batt.) Maire
- Limonium battandieri Greuter & Burdet = Limonium gummiferum auct.
- Limonium cymuliferum (Boiss.) Sauvage & Vindt[30].

Quasi menacé
- Limonium gougetianum subsp. multiceps (Pomel) Greuter & Burdet[31].
- Limonium letourneuxii (Coss. ex Batt.) Greuter & Burdet
- Limonium ramosissimum (Poir.) Maire
- Limonium spathulatum (Desf.) Kuntze[32].
- Limonium virgatum (Willd.) Fourr.
- Linaria atlantica Boiss. & Reut.
- Linaria decipiens Batt.
- Linaria dissita Pomel = [33].
- Linaria gharbensis Batt. & Pit.
- Linaria multicaulis (L.) Mill.
- Linaria pelisseriana (L.) Mill.
- Linaria peltieri Batt.
- Linaria tristis subsp. marginata (Desf.) Maire = Linaria burceziana Maire
- Linum grandiflorum Desf.
- Lomelosia camelorum (Coss. & Durieu) Greuter & Burdet = Scabiosa camelorum Coss. & Durieu
- Lomelosia stellata (L.) Raf. = Scabiosa stellata L.
- Lonicera kabylica (Batt.) Rehder
- Lotus drepanocarpus Durieu
- Lotus polyphyllos E.D.Clarke = Lotus creticus subsp. commutatus (Guss.) Batt.
- Ludwigia palustris (L.) Elliott
- Lysimachia cousiniana Coss.

Quasi menacé
- Lysimachia vulgaris L.
- Maerua crassifolia Forssk.
- Malcolmia malcolmioides (Coss. & Durieu) Greuter & Burdet = Maresia malcolmioides (Coss. & Durieu) Pomel
- Mandragora officinarum L. = Mandragora autumnalis Bertol.
- Mantisalca delestrei (Spach) Briq. & Cavill.
- Marrubium alyssoides Pomel
- Marrubium supinum L.
- Mauranthemum reboudianum (Pomel) Vogt & Oberpr[34].
- Mecomischus pedunculatus (Coss. & Durieu) Oberpr. & Greuter
- Mentha cervina L.

Quasi menacé
- Micromeria juliana (L.) Rchb. = Satureja juliana L.
- Moehringia stellarioides Coss.
- Moricandia foleyi Batt.
- Myrtus nivellei Batt. & Trab.
- Nitraria retusa (Forssk.) Asch. = Nitraria schoberi var. faurei Maire
- Nuphar lutea (L.) Sm.
- Nymphaea alba L.
- Odontites discolor Pomel
- Odontites discolor subsp. ciliatus (Pomel) Bolliger = Odontites purpureus subsp. ciliatus (Pomel) Quézel & Santa
- Odontites luteus (L.) Clairv.
- Odontites triboutii Gren. & Paill. = Odontites fradinii Pomel
- Odontites violaceus Pomel
- Oenanthe lachenalii C.C.Gmel.
- Oenothera stricta Ledeb. ex Link[35]
- Oldenlandia capensis L.f[36].
- Olea europaea subsp. laperrinei (Batt. & Trab.) Cif. = Olea laperrinei Batt. & Trab.
- Ononis angustissima Lam. = Ononis natrix subsp. angustissima (Lam.) Sirj.
- Ononis aragonensis Asso
- Ononis avellana Pomel
- Ononis crinita Pomel
- Ononis megalostachys Munby
- Ononis rosea Durieu
- Onopordum algeriense (Munby) Pomel
- Opophytum gaussenii (Leredde) H.Jacobsen ex Greuter & Burdet = Mesembryanthemum gaussenii Leredde
- Opophytum theurkauffii (Maire) Maire = Mesembryanthemum theurkauffii (Maire) Maire
- Orbea decaisneana (Lehm.) Bruyns = Caralluma venenosa Maire
- Oreobliton thesioides Durieu & Moq.
- Origanum floribundum Munby
- Orobanche ducellieri Maire
- Orobanche leptantha Pomel
- Otocarpus virgatus Durieu
- Papaver malviflorum Doumergue
- Parnassia palustris L.
- Pedicularis numidica Pomel
- Pegolettia senegalensis Cass. = Pegolettia dubiefiana Quézel
- Pentzia monodiana Maire[37]

Endémique algérienne.
- Persicaria hydropiper (L.) Spach = Polygonum hydropiper L.
- Persicaria senegalensis (Meisn.) Soják = Polygonum senegalense var. numidicum Maire
- Phagnalon garamantum Maire
- Phlomis bovei de Noé
- Pimpinella battandieri Chab.
- Pistacia atlantica Desf.
- Plantago crassifolia Forssk.
- Plantago tunetana Murb.
- Polycarpaea repens (Forssk.) Asch. & Schweinf.
- Polygala munbyana Boiss. & Reut.
- Populus euphratica Oliv[38].
- Populus tremula L.
- Primula acaulis subsp. atlantica (Maire & Wilczek) Greuter & Burdet
- Pulicaria filaginoides Pomel

En danger critique d'extinction (CR).
- Pulicaria inuloides (Poir.) DC. = Pulicaria arabica subsp. inuloides (Poir.) Maire
- Pulicaria laciniata (Coss. & Durieu) Thell.
- Pulicaria lhotei Maire
- Pulicaria sicula (L.) Moris = Pulicaria sicula f. radiata (DC.) Batt.
- Pulicaria vulgaris subsp. pomeliana (Faure & Maire) E.Gamal-Eldin
- Quercus afares Pomel
- Randonia africana Coss.
- Ranunculus batrachioides Pomel

Quasi menacée (NT).
- Ranunculus circinatus Sibth. = Ranunculus divaricatus auct.
- Ranunculus flammula L.
- Ranunculus omiophyllus Ten. = Ranunculus lenormandii F.W.Schultz
- Reseda alphonsii Müll.Arg.
- Rhamnus cathartica L.
- Rhaponticoides alpina (L.) M.V.Agab. & Greuter = Centaurea alpina L.
- Rhetinolepis lonadioides  Coss. = Ormenis lonadioides (Coss.) Maire
- Rhus coriaria L.
- Ribes petraeum Wulfen
- Rorippa amphibia (L.) Besser
- Rumex algeriensis Barratte & Murb.

Endémique algérienne
En danger (CR).
- Rumex obtusifolius L.
- Rumex palustris Sm.
- Rupicapnos muricaria Pomel
- Saccocalyx satureioides Coss. & Durieu
- Sagina procumbens L.
- Salicornia europaea L.
- Salix triandra L.
- Salvia balansae de Noé
- Salvia jaminiana de Noé
- Saxifraga numidica Maire
- Scrophularia tenuipes Coss. & Durieu

Quasi menacée (NT).
- Sedum multiceps Coss. & Durieu
- Selinopsis foetida Coss. & Durieu ex Batt. = Carum foetidum (Coss. & Durieu ex Batt.) Drude

Quasi menacée (NT).
- Serratula tinctoria L.
- Sideritis maura de Noé
- Silene cirtensis Pomel
- Silene colorata subsp. amphorina (Pomel) Batt.
- Silene ghiarensis Batt.
- Silene glaberrima Faure & Maire
- Silene pseudovestita Batt.
- Silene reverchonii Batt.
- Silene sedoides Poir.
- Silene sessionis Batt.
- Silene velutinoides Pomel
- Sixalix cartenniana (Pons & Quézel) Greuter & Burdet ≡ Scabiosa cartenniana Pons & Quézel
- Solenopsis bicolor (Batt.) Greuter & Burdet ≡ Laurentia bicolor (Batt.) Maire & Steph[39].

Quasi menacé.
- Sorbus aria (L.) Crantz
- Sorbus domestica L.
- Sorbus torminalis (L.) Crantz
- Spergularia doumerguei P.Monnier

Vulnérable.
- Spergularia microsperma subsp. fontenellei (Maire) Greuter & Burdet = Spergularia fontenellei (Maire) Ozenda
- Spergularia pycnorrhiza Foucaud ex Batt.
- Spergularia tangerina P.Monnier[40]
- Spergularia tenuifolia Pomel
- Stachys guyoniana Batt.
- Stachys mialhesii de Noé
- Succisa pratensis Moench = Scabiosa succisa L.
- Tamarix amplexicaulis Ehrenb. = Tamarix balansae J.Gay ex Batt.
- Taraxacum getulum Pomel
- Tetragonolobus conjugatus subsp. requienii (Sanguin.) E.Domínguez & Galiano = Tetragonolobus gussonei A.L.P.Huet ex Nyman
- Teucrium atratum Pomel
- Teucrium kabylicum Batt.
- Teucrium maghrebinum Greuter & Burdet[41]
- Teucrium polium L. subsp. polium
- Teucrium santae Quézel & Simonn.
- Thlaspi atlanticum Batt[42].
- Thymus dreatensis Batt.
- Thymus guyonii de Noé
- Thymus lanceolatus Desf.
- Thymus saturejoides subsp. commutatus Batt. = Thymus commutatus (Batt.) Batt.
- Tragopogon porrifolius subsp. macrocephalus (Pomel) Batt.
- Trapa natans L.
- Tribulus mollis Ehrenb. ex Schweinf. = Tribulus ochroleucus (Maire) Ozenda & Quézel
- Tribulus pentandrus Forssk. var. pentandrus = Tribulus longipetalus subsp. alatus (Delile) Ozenda & Quézel
- Trifolium congestum Guss.
- Trigonella balachowskyi Leredde
- Utricularia gibba L. = Utricularia exoleta R.Br.
- Utricularia vulgaris L.
- Valerianella leptocarpa Pomel
- Varthemia sericea (Batt. & Trab.) Diels = Varthemia sericea subsp. incanescente Maire
- Verbascum faurei (Murb.) Hub.-Mor. = Celsia faurei Murb.
- Verbascum pinnatisectum (Batt.) Benedî = Celsia pinnatisecta (Batt.) Batt.
- Veronica scutellata L.
- Viburnum lantana L[43].
- Vicia fulgens Batt.

En danger critique d'extinction.
- Volutaria saharae (L.Chevall.) Wagenitz
- Wahlenbergia campanuloides (Delile) Vatke = Wahlenbergia bernardii Leredde
- Withania adpressa Coss. ex Batt.

## Autres plantes méritant une protection
Les plantes suivantes ne sont pas mentionnées dans le décret, mais mériteraient de l'être.
- Agrostis tenerrima Trin.

Même si l'UICN ne demande pas sa protection légale, elle est quasi-menacée (NT).
- Alnus glutinosa (L.) Gaertn.

Beddiar A. et Mekadem M. demandent sa protection dans le nord-est algérien, tout en soulignant la nécessité de gérer les boisements.
- Asplenium hemionitis L.

Si elle n'est pas disparue, cette fougère doit être protégée.
Même si cette espèce est cultivée dans certains pays, ses populations naturelles en Algérie sont très rares dans la partie Nord du Sahara et méritent d'être sauvegardées sous peine de disparaître petit à petit. Leur remplacement pas d'autres provenances ne connaîtra pas meilleur sort.
- Bellevalia mauritanica Pomel

Menacée de disparition selon Benbelkacem Sofia, 2011, p.16.
- Callitriche cribrosa Schotsman

Même si l'UICN ne demande pas sa protection légale mais des études sur sa distribution et son abondance, elle a le statut de quasi-menacée (NT).
- Centaurea papposa (Coss.) Greuter

E. Véla et S. Benhouhou, 2007, p. 600 « téléchargeable en ligne »(Archive.org • Wikiwix • Archive.is • Google • Que faire ?) mentionnent la rareté de cette endémique, partagée entre le cap de Garde, en Algérie, et le cap Bon, en Tunisie.
- Chrysosplenium dubium J.Gay

L'UICN demande que cette espèce quasi-menacée (NT) soit protégée en Algérie, où une seule station est connue.
- Dichoropetalum munbyi (Boiss.) Pimenov & Kljuykov ≡ Peucedanum munbyi Boiss.

Même si l'UICN ne demande pas sa protection, elle a le statut de quasi-menacée (NT), et n'a pas été revue récemment en Algérie.
- Exaculum pusillum (Lam.) Caruel

Même si l'UICN ne demande pas sa protection, elle a le statut de quasi-menacée (NT).
- Hammatolobium kremerianum (Coss.) C.Müll.

L'UICN considère cette espèce comme vulnérable (VU). Il demande une protection ex-situ.
- Hedysarum flexuosum L.

L'UICN considère cette espèce comme quasi-menacée (NT). Il demande une protection ex-situ.
- Helosciadium crassipes W.D.J.Koch ≡ Apium crassipes (W.D.J.Koch) Rchb.f.

L'UICN considère cette espèce comme quasi-menacée (NT). Il demande qu'elle soit protégée et mieux étudiée, et que des actions de sensibilisation à sa protection soient menées.
- Hypericum afrum Lam.

Même si l'UICN ne demande pas sa protection, elle a le statut de quasi-menacée (NT).
- Jacobaea gigantea (Desf.) Pelser

Même si l'UICN ne demande pas sa protection, elle a le statut de quasi-menacée (NT).
- Juncus heterophyllus Dufour

L'UICN considère cette espèce comme quasi-menacée (NT). Il demande qu'elle soit protégée.
- Juncus sorrentinii Parl.

L'UICN considère cette espèce comme vulnérable (VU). Il demande qu'elle soit protégée.
- Lepidium violaceum (Munby) Al-Shehbaz

L'UICN considère cette espèce comme vulnérable (VU). Il demande qu'elle soit protégée.
- Limonium duriaei (Girard) Kuntze

L'UICN considère cette espèce comme vulnérable (VU). Il demande qu'elle soit protégée.
- Linaria fallax Coss. ex Batt.

Même si l'UICN ne demande pas sa protection légale, elle a le statut de quasi-menacée (NT).
- Lysimachia tyrrhenia U.Manns & Anderb. ≡ Anagallis crassifolia Thore

L'UICN considère le mouron à feuilles charnues comme quasi-menacé (NT). Il demande qu'il soit protégé en Afrique du Nord et géré à des fins conservatoires.
- Najas marina subsp. ehrenbergii (A.Braun) Triest

Même si l'UICN ne demande pas sa protection, elle a le statut de quasi-menacée (NT).
- Pilularia minuta Dur.

Classée par l'UICN comme espèce en danger (EN), qui demande sa protection
- Pinus pinaster subsp. renoui (Villar) Maire

Classée par l'UICN comme espèce en danger (EN).
- Saxifraga cymbalaria L.

Très rare, dans les gorges du Djendjen au Sud de Texenna.
- Serapias stenopetala Maire & T.Stephenson

L'UICN la classe comme espèce en danger critique d'extinction (CR) et demande sa protection et sa conservation rapides.
- Sisymbrella aspera subsp. munbyana (Boiss. & Reut.) Greuter & Burdet

L'UICN demande la protection de cette espèce vulnérable (VU).
- Sonchus mauritanicus Boiss. & Reut.

Même si l'UICN ne demande pas sa protection, elle a le statut de quasi-menacée (NT).
- Vitis vinifera subsp. sylvestris (C.C.Gmel.) Hegi

« Cette espèce reste tout de même une plante rare et menacée en Algérie ; aucun inventaire précis n’est disponible. Elle ne figure pas sur la liste des espèces à protéger bien que son milieu naturel soit progressivement soumis à l’altération (déforestation, incendie, mise en valeur des terres, etc.) »

— El-Heit Kaddour et al., Caractérisation ampélométrique, ampélographique et moléculaire de la diversité des Vitis vinifera autochtones de la Kabylie en Algérie téléchargeable en ligne